# Холодна помста
«Холодна помста» (англ. Cold Pursuit) — стрічка 2019 року про водія снігоочисника, який прагне помститися наркоторговцям за вбивство сина. Фільм — рімейк норвезької чорної комедії 2014 року «Дурне діло нехитре».

## У ролях
| Актор               | Роль                   |
| ------------------- | ---------------------- |
| Ліам Нісон          | Нельс Коксман          |
| Том Бейтман         | Тревор «Вікінг» Калкот |
| Том Джексон         | Білий Бик              |
| Еммі Россум         | детектив Кім Деш       |
| Доменік Ломбардоцці | Мустанг                |
| Джулія Джонс        | Ая                     |
| Джон Доумен         | Джон «Джип» Гіпскі     |
| Лора Дерн           | Грейс Коксман          |
| Алекс Паунович      | Осгард                 |
| Вільям Форсайт      | Брок «Вінгер» Коксман  |
| Майкл Еклунд        | Стів "Спідо" Мілінер   |
| Рауль Макс Трухільо | Торп                   |
| Бен Голлінгсворт    | Декстер                |

## Створення фільму

### Виробництво
Основні зйомки почались у березні 2017 року в Альберті, Канада. У квітні знімальну групу було помічено в Ферні, Британська Колумбія.

### Знімальна група
- Кінорежисер — Ганс Петтер Муланд
- Сценарист — Френк Болдвін
- Кінопродюсери — Майкл Шамберг, Аміт Шукла, Фінн Гєрдрам, Стейн Б. Кває
- Композитор — Джордж Фентон
- Кінооператор — Філіп Огаард
- Кіномонтаж — Ніколай Монберг
- Художник-постановник — Йорген Стенгебай
- Артдиректор — Гвендлолін Маргетсон
- Художник-декоратор — Пітер Ландо
- Художник-костюмер — Енн Педерсен
- Підбір акторів — Ейві Кауфман[4]